# Diederik I van Trier
Diederik I van Trier, ook bekend als Theoderik I, (overleden op 5 of 12 juni 977) was van 965 tot aan zijn dood aartsbisschop van Trier.

## Levensloop
Over de afkomst van Diederik is niets overgeleverd. De deken van de Dom van Trier werd in 961 in een oorkonde van keizer Otto I de Grote voor het eerst vermeld als proost van de Dom van Mainz. De hem door Otto I toegewezen goederen in de Nahegau gebruikte hij om het door hem gestichte klooster Sint-Gangolf in Mainz in te richten.
In 965 werd hij benoemd tot aartsbisschop van Trier. In 966 ruilde hij met keizer Otto II de abdij van Sint-Servatius in Maastricht in voor het Sint-Marienklooster in Oeren, tot de keizer die ruil in 973 weer introk. Ook gold hij als beschermheer en vernieuwer van kloosters, met name de klooster Sint-Marien en Sint-Maximinus in Trier. Na zijn dood in 977 werd Diederik bijgezet in het klooster Sint-Gangolf.
- Gemeinsame Normdatei: 103109986
- Virtual International Authority File: 59492651